# Carrer Mestre Manresa (Vimbodí)
El Carrer Mestre Manresa és una obra de Vimbodí i Poblet (Conca de Barberà) inclosa a l'Inventari del Patrimoni Arquitectònic de Catalunya.

## Descripció
Carrer que conté nombroses cases datades en el segle xviii, com bé s'especifica a les portalades d'algunes d'elles. Les construccions segueixen els esquemes populars de la zona, en pedra i, bàsicament de dos pisos d'alçada. El carrer no es gaire ample, té un fort desnivell salvat per trams d'escales i està empedrat.